# Лунный пейзаж
Лунный пейзаж (иногда также марсианский пейзаж) — обозначение практически лишённого растительности ландшафта, покрытого исключительно камнями, причудливыми каменными или скальными формациями, песком, пылью и галькой, либо комбинацией из них.
Такого рода природные системы появляются как правило в результате вулканической деятельности либо прогрессирующей эрозии почв или горных пород. Название принято по впечатляющему сходству данных природных образований с существующими на поверхности Луны.
Примеры лунного пейзажа на Земле:
- Свакопталь, равнина, расположенная восточнее города Свакопмунд (Намибия), в пустыне Намиб
- Гёреме, в Каппадокии, на территории современной Турции (Всемирное наследие ЮНЕСКО с 1985 года)
- Рио-Гранде-дель-Норте, где в марте и сентябре 1971 года Национальное космическое агентство США проводило тренировки отправляемых на Луну экипажей астронавтов Аполлон-15, Аполлон-16 и Аполлон-17.
- окрестности горы Тейде, на острове Тенерифе, Канарские острова
- окрестности вулканов Гекла и Керлинг, в Исландии.
- Miradouro da Lua, Ангола

## Галерея

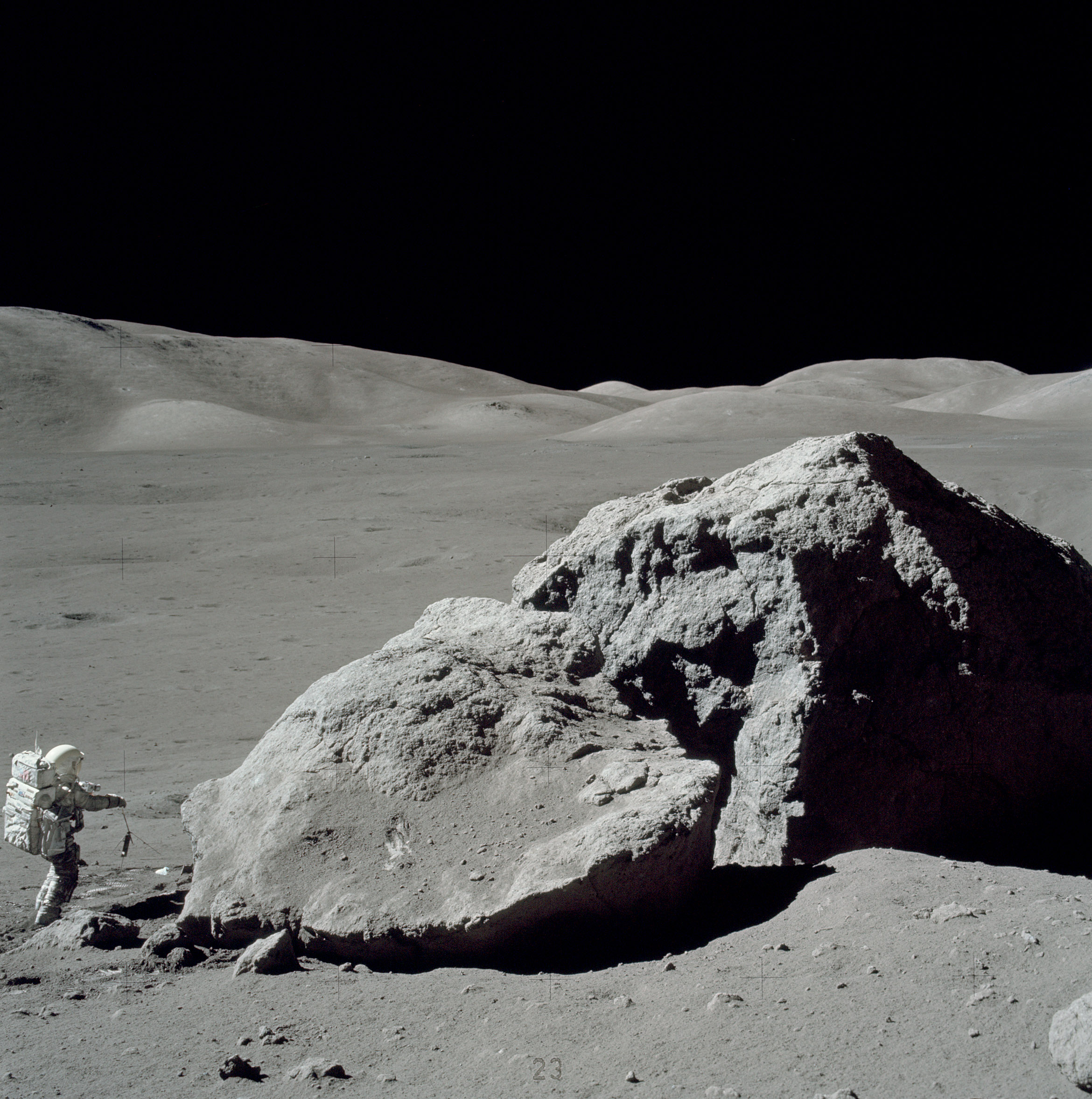
Поверхность Луны
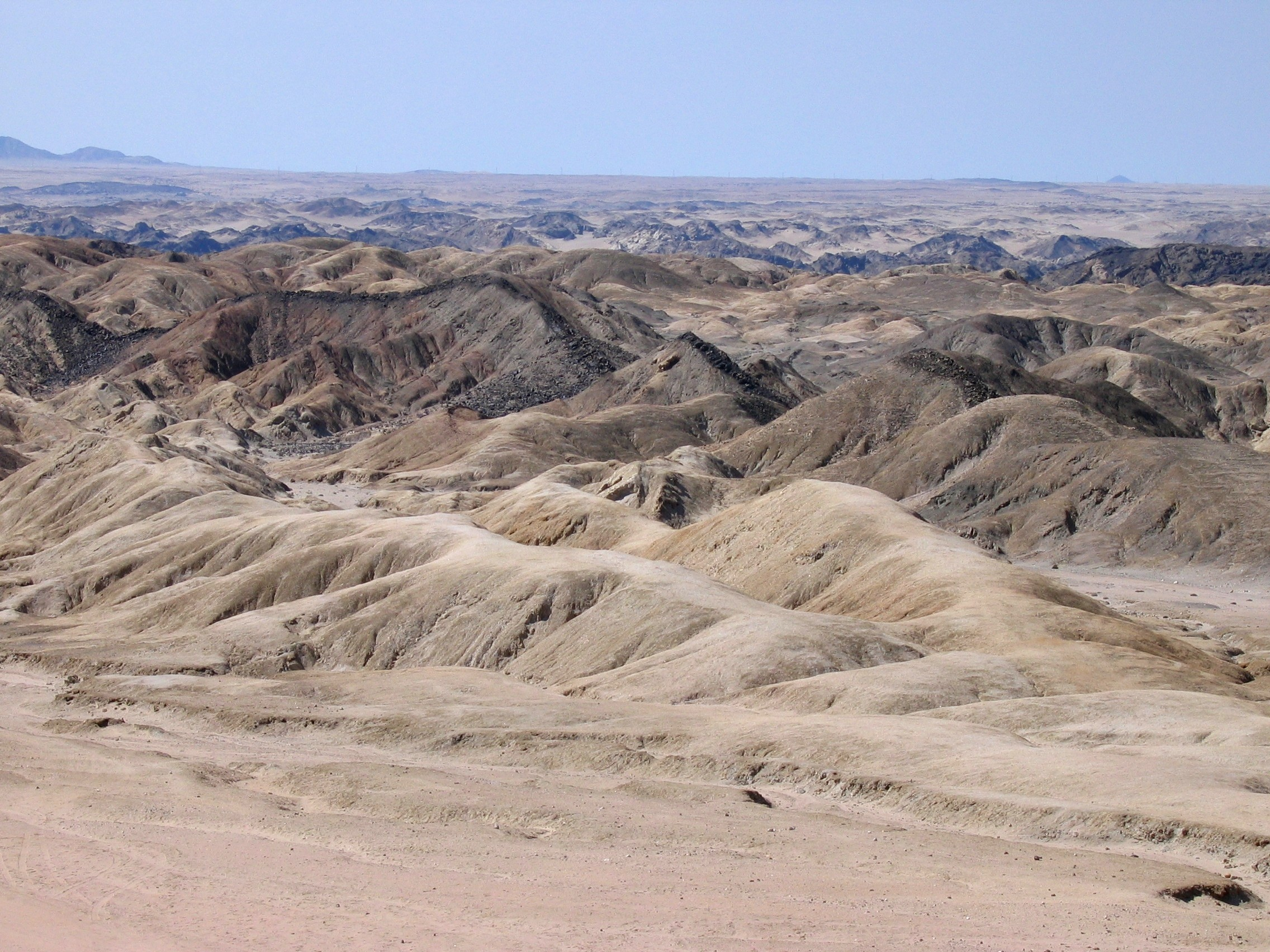
Свакопталь, Намибия
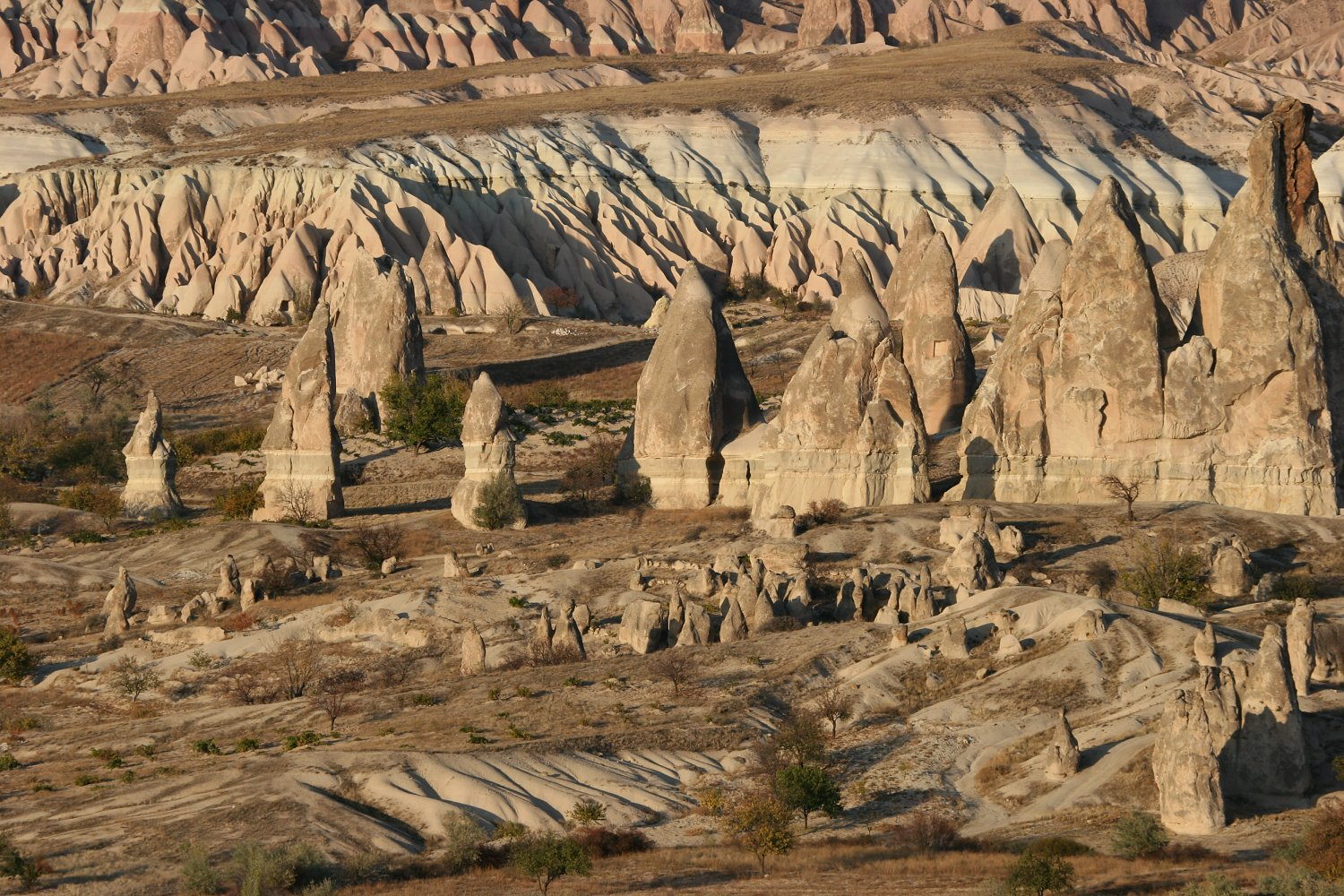
Гёреме, Турция
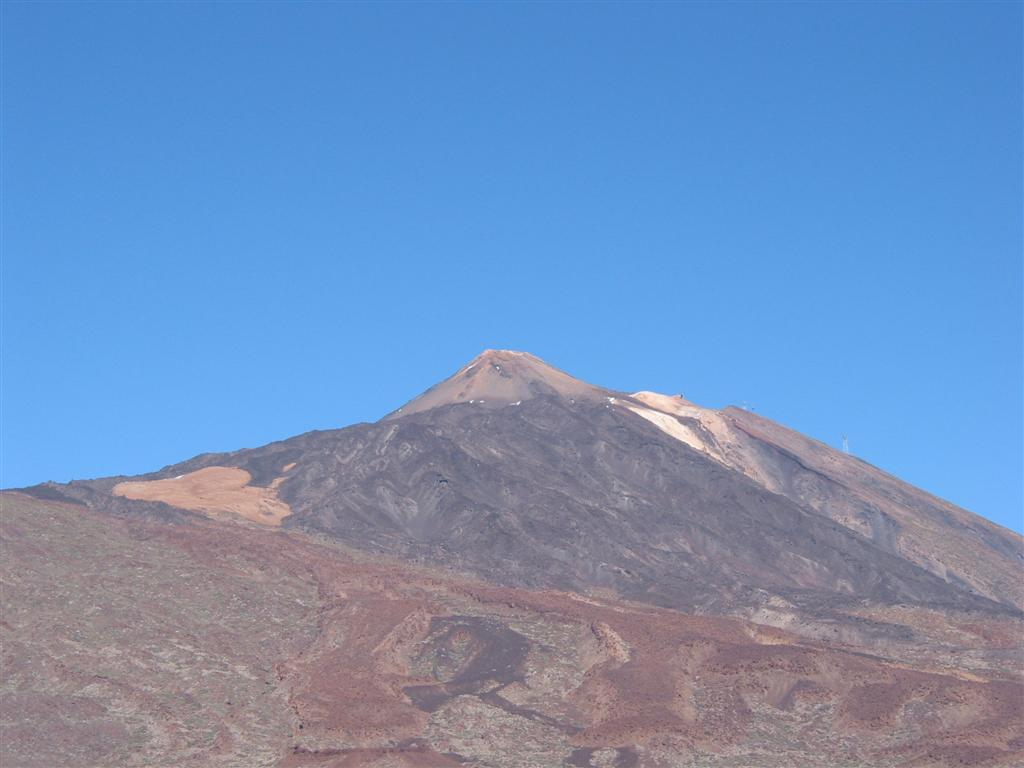
Тейде, Канарские острова
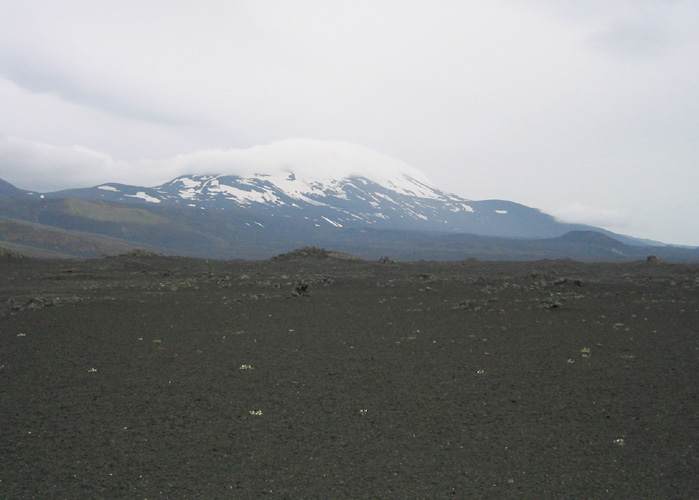
Гекла, Исландия

- Лунный пейзаж на Тенерифе - Paisaje Lunar